# مبلغ (فیلم)
مبلّغ (به انگلیسی: Missionary Man) فیلمی اکشن و ماجراجویی به کارگردانی دولف لاندگرن می‌باشد. فیلمنامه این اثر را دولف لاندگرن به همراه فرانک والدز نوشته و تهیه‌کنندگی فیلم بر عهده اندرو استیونز می‌باشد. این فیلم نود و سه دقیقه‌ای محصول کمپانی سونی پیکچرز می‌باشد که در سال ۲۰۰۷ ساخته شد.

## داستان فیلم
موتور سواری ناشناس (دولف لاندگرن) وارد شهری می‌شود که اغلب سکنه‌اش سرخپوست هستند. این طور به نظر می‌رسد که وی به خاطر حضور داشتن در مراسم خاکسپاری یکی از دوستان قدیمی‌اش - که به نظر می‌رسد به مرگ طبیعی نمرده و به قتل رسیده‌است - به آنجا آمده، اما ...

## بازیگران
- دولف لاندگرن در نقش رایدر
- کاتری واکر در نقش نانسی
- چلسی ریکتز در نقش کیووا
- متیو تامپکینز جان رنو
- جیمز چالک در نقش کلانتر
- جان انوس سوم در نقش جارف
- لارنس وارنادو در نقش گومز
- چارلز سلیمان جونیور در نقش مورفی
- جانی کروز در نقش بیلی

## پخش در ایران
این فیلم توسط شرکت فرهنگی هنری تصویر دنیای هنر دوبله و توزیع شد.